# Barka (Oman)

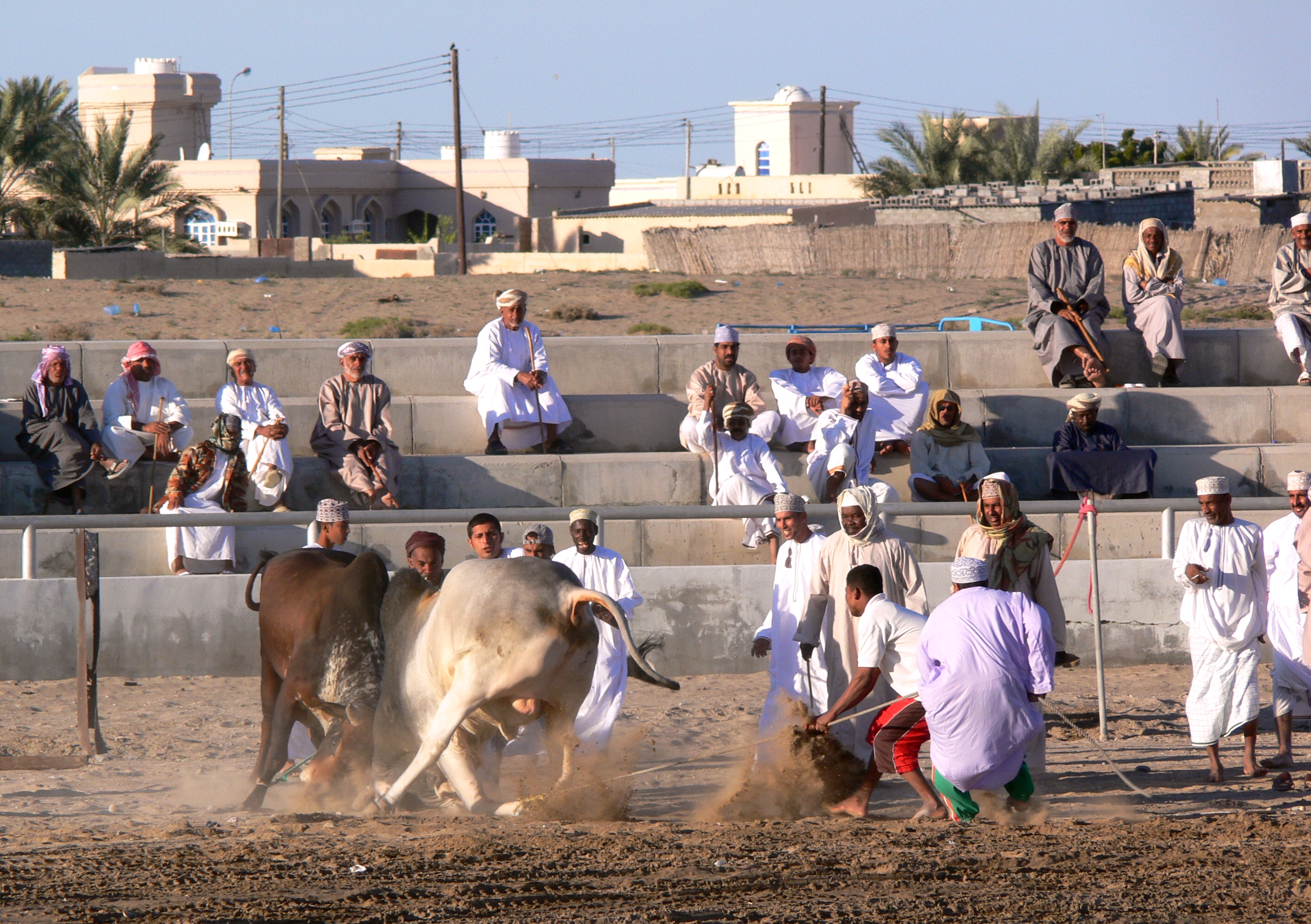
Kämpfende Stiere in Barka

Barka (arabisch بركاء, DMG Barkāʾ) ist eine Küstenstadt in der Region al-Bāṭina, im nördlichen Oman. Sie ist ca. eine Autostunde vom Zentrum der Hauptstadt Maskat entfernt. Die Stadt ist überregional bekannt für ihren großen Fischmarkt, welcher auch zunehmend von Touristen besucht wird. Auch das Fort im Ortskern ist sehenswert. Seit den 1990er Jahren ist dort auch das Oman College of Science & Technology angesiedelt.

## Quelle
- Westermann: Großer Atlas zur Weltgeschichte

Koordinaten: 23° 43′ N, 57° 53′ O